# Wilhelm Otto (Schauspieler)

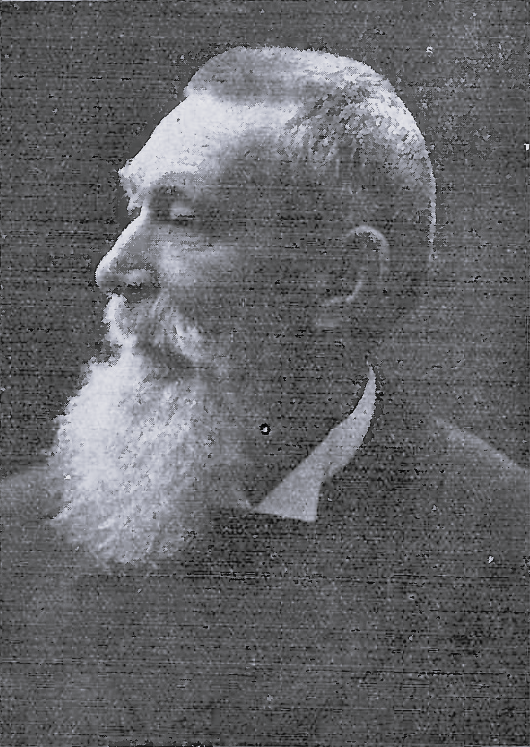
Wilhelm Otto

Wilhelm Otto, eigentl: Wilhelm Pfennigwerth (* 4. Oktober 1825 in Bautzen; † 14. Februar 1918 in Lübeck) war ein deutscher Theaterschauspieler.

## Leben
Er begann seine Bühnenlaufbahn im Jahr 1844. Er war 1845 am Hoftheater Altenburg, war dann unter anderem in Reval, Königsberg, Wien, Berlin, Wiesbaden, Bremen, Köln und ab 1862 schließlich am Hoftheater in Schwerin tätig. In jungen Jahren als Bonvivant – Ringelstern, Petrucchio, Benedict – geschätzt, galt er später als hervorragender Charakterschauspieler und Chargen. Sein „Hagen“ in Emanuel Geibels „Brunhild“ – an der Seite seiner die „Kriemhild“ darstellenden Frau Rosa Otto-Martineck – sein „Polonius“, „Wrurm“ und „Bansen“. Die Shakespeareschen Narren machten ihn außerhalb Schwerins beliebt. Aus seiner Ehe widmeten sich drei, zwei davon waren Alexander und Julius Otto, ebenfalls der Schauspielerei.
Wilhelm Otto hat sich auch als Gewerkschafter einen Namen gemacht. 1871 war er Mitbegründer der Genossenschaft Deutscher Bühnen-Angehöriger.